# آبكنارو (مقاطعة تشرام)
آبكنارو (بالفارسية: آب‌کنارو) هي قرية تقع في قسم تشرام الريفي (مقاطعة تشرام) في إيران. يقدر عدد سكانها بـ 56 نسمة .